# Børkops kommun
Børkops kommun (danska: Børkop Kommune) var en kommun i Vejle amt i sydvästra Danmark. Sedan 2007 ingår den som del av Vejle kommun i Region Syddanmark.

## Socknar
Inom Danska folkkyrkan var dåvarande Børkops kommun indelad i fyra socknar:
- Gauerslunds socken
- Gårslevs socken
- Skærups socken
- Smidstrups socken

Socknarna ingår i Vejle prosteri i Haderslevs stift.

## Borgmästare
- Hans Bjerre Hansen, 1 april 1970–31 mars 1978[2]
- Thorvald Bang-Hansen, 1 april 1978–31 december 1985[2]
- Bent Engstrøm, 1 januari 1986–31 december 1989[2]
- Thorvald Bang-Hansen, 1 januari 1990–31 december 1997
- Leif Skov, 1 januari 1998–31 december 2006

Denna lista hämtas från Wikidata. Informationen kan ändras där.